# Frederik Hoppe
 Der er flere personer med dette navn, se Frederik Hoppe (godsejer).
Frederik Hoppe (egentlig Friederich; født 1. august 1690, død 26. oktober 1776 i København) var en dansk søofficer.

## Den Store Nordiske Krig
Han var søn af viceadmiral Iver Hoppe. Som treårig dreng mistede han sin fader. Da han allerede 1696 var blevet indskrevet på Holmen som lærling, var det en let sag for kongen, der havde påtaget sig at sørge for hans opdragelse, at få ham ansat som kadet. Derefter gik han på egen bekostning i engelsk orlogstjeneste, gjorde tjeneste under Den Spanske Arvefølgekrig på Middelhavsflåden, men vendte ved Den Store Nordiske Krigs begyndelse tilbage til Danmark. 1709 udnævntes han til sekondløjtnant og en måned senere til premierløjtnant, hvorefter han ansattes ved kadetkorpset. I denne tjeneste forblev han indtil 1714 og avancerede her 1711 til kaptajnløjtnant og 1714 til kaptajn. Året efter ansattes han som flagkaptajn hos admiral Christian Carl Gabel, deltog i dennes sejr over svenskerne på Kolberg red 24. april og gjorde sig så afholdt af Gabel, at denne anmodede om at beholde ham som flagkaptajn i orlogsskibet Prins Christian, da han stødte til hovedflåden. 29. juli blev Gabel imidlertid syg og maatte gå i land; den øverstkommanderende admiral, Peter Raben, respekterede ikke den af Gabel trufne afgørelse, men sendte en anden officer om bord på Prins Christian for at tage kommandoen; herover blev mandskabet, af hvem Hoppe var meget afholdt, utilfreds, og det var nær udartet til mytteri, da den anden officer frivillig resignerede og lod Hoppe beholde kommandoen. Efter forskellige udkommandoer ved hovedflåden, hvor der intet vigtigt forefaldt, var Hoppe, der 1717 blev kommandørkaptajn, 1719 chef for orlogsskibet Fyn, underlagt Tordenskiold, og deltog med ham i Göteborgs blokering samt fæstningen Carlstens erobring.

## Afsked og ufrivilligt eksil
Efter krigens ophør ansattes han som chef for Kadetkorpset, men afløstes kort efter, ifølge en beretning i Minerva som følge af intriger, uagtet han på grund af sin retsindighed var meget afholdt. 1726 var han chef for orlogsskibet Ebenezer i admiral Mikkel Billes eskadre, der sammen med en engelsk blokerede den russiske flåde ud for Reval. Ved hjemsejlingen led skibet meget, og Hoppe blev sat under tiltale for mangelfuldt tilsyn samt idømt 6 måneders tab af gage, hvilket dog ved en senere statsrådsbeslutning blev ham eftergivet. Da Frederik IV i 1728 inddrog en del af søofficerernes indtægter, gjorde Hoppe samt kaptajnerne Ulrik Frederik Suhm og Vilhelm Lemvig kongen forestillinger på deres kammeraters opfordring. De opnåede imidlertid intet, men blev endogså uden rettergang afskedigede.

## Tilbagevenden
Indtil kongens død 1730 levede Hoppe derefter på Carl Adolph von Plessens ejendom Fuglebjerggård med sin familie, men da Christian VI var tiltrådt regeringen, ansattes han straks på ny. I begyndelsen af trediverne, da et parti i Marinen ivrigt søgte at komme den talentfulde fabrikmester Knud Nielsen Benstrup til livs, udsendtes Hoppe med det af denne byggede orlogsskib Prinsesse Sophie Hedevig; ved hjemkomsten ønskede man, at han skulle udtale sig ufordelagtig om det, men herpå ville Hoppe ikke gå ind, hvorved han forskaffede sig flere indflydelsesrige uvenner. Da han derpå 1735 var blevet udkommanderet på blokade ved Elben, men kom til kort med sin proviant og efter afholdt skibsråd gik til København for at forsyne sig, blev dette anledning til, at hans fjender faldt over ham, hans kommando blev ham frataget og han selv stillet for en krigsret. Den dømte ham til at have sin charge forbrudt; kongen formildede dog straffen til degradation og eftergav ham den endog helt året efter; 1738 forfremmedes han endogså til schoutbynacht.

## Nye intriger og stigende indflydelse
Det var dog denne hårde behandling, der indgav den ellers så fredelige og retsindige mand et sådant nag til Marinens bestyrer, grev Frederik Danneskiold-Samsøe, at han slog sig sammen med den rænkefulde admiral Andreas Rosenpalm for at styrte ham. Det lykkedes dem også 1746, efter hvilken begivenhed administrationen forandredes således, at der i stedet for 2 særskilte kollegier oprettedes et kombineret Admiralitets- og Generalkommissariatskollegium, i hvilket Hoppe, som samme år avancerede til viceadmiral og 1752 til virkelig admiral, blev militærdeputeret. I denne stilling forblev han indtil 1766, da Kollegiet atter adskiltes i 2, hvorefter han indtrådte i Admiralitetet. Han var blandt de deputerede overordentlig afholdt på grund af sin omgængelige karakter og strenge retfærdighedsfølelse, så meget endogså, at kongen, da han i 1768 på grund af alder ønskede at trække sig tilbage, afslog begæringen, men tillod ham at være fritaget for møder, når hans helbred gjorde det nødvendigt. 2 år forblev han endnu i embede, men indgav da 1770 fornyet begæring om afsked, hvilken han også erholdt med titel og gage som generaladmiral-løjtnant. 1754 var han blevet hvid ridder. Han døde 26. oktober 1776.
Hoppe indtrådte 1724 i ægteskab med Else Marie Lemvig, datter af etatsråd Peder Lemvig. Hun døde 11. august 1770.
Han er begravet i Holmens Kirke. Der findes et maleri af Peter Wichmann og et stik derefter af Meno Haas. Medalje af Daniel Adzer, stukket af Ole Flint.